# Firework

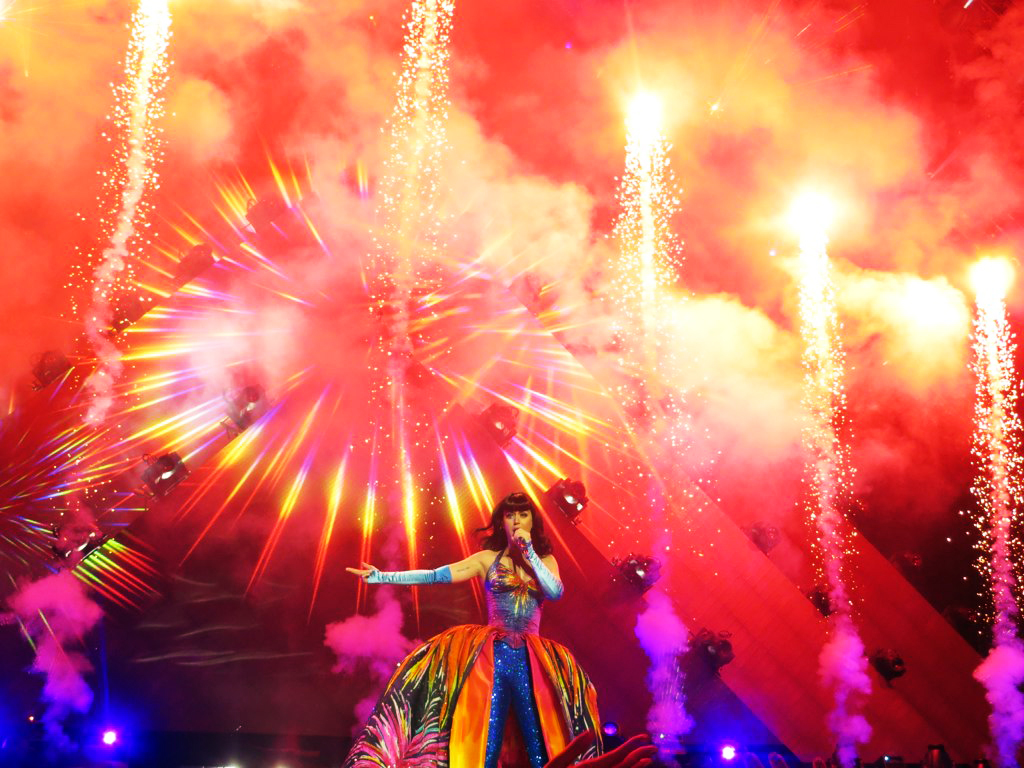
Katy zpívá Firework na Prismatic World Tour

„Firework“ je píseň americké popové zpěvačky-skladatelky Katy Perry. Píseň pochází z jejího třetího alba studiového alba Teenage Dream (2010). Byla vydána jako třetí singl z alba. Píseň byla napsána Perry, Stargate, Sandy Vee a Ester Dean, a byla produkována producenty Stargate a Sandy Vee.
Písně byla během 54. předávání cen Grammy nominována ve dvou kategoriích jako Record of the Year a Best Pop Solo Performance.

## Živá vystoupení
7. listopadu 2010 s písní zpěvačka vystoupila na předávání cen MTV Europe Music Awards 2010. "Firework" rovněž zazpívala během Victoria's Secret Fashion Show, která se vysílala 30. listopadu 2010. Perry akustickou verzi písně převedla 8. prosince 2010 v The Ellen DeGeneres Show.
Píseň pravidelně hraje během jejích turné jako Californa Dreams Tour, Prismatis World Tour nebo Witness: The Tour, kdy během posledních dvou s ní ukončila koncert. V roce 2015 Perry vystoupila na poločasové show v rámci 59. ročníku Super Bowl, kterou uzavřela právě písní "Firework".
21. ledna Perry zazpívala tuto píseň před Lincolnovým památníkem během koncertního speciálu Celebrating America, který následoval po inaubuarci 46. prezidenta USA, Joe Bidena.

## Hitparáda
| Země           | Umístění |
| -------------- | -------- |
| Austrálie      | 3        |
| Irsko          | 2        |
| Nový Zéland    | 1        |
| Velká Británie | 3        |
| Polsko         | 3        |
| USA            | 1        |
| Česko          | 4        |

| "Raise Your Glass" od Pink "Grenade" od Bruno Marse | USA #1 hity 16. prosince 2010 ~ 1. ledna 2011 15. ledna~ 21. ledna 2011 | "Grenade" od Bruno Marse Grenade" od Bruno Marse |